# Église Saint-Pierre d'Athos-Aspis
Pour les articles homonymes, voir Église Saint-Pierre.
L'église Saint-Pierre se situe sur la commune d'Athos-Aspis, dans le département français des Pyrénées-Atlantiques.

## Présentation
D'après les documents consignés aux archives, cet édifice religieux est primitivement la chapelle du château dit d'Athos, avant de devenir l'église paroissiale d'Athos-Aspis.
De plan roman, l'église possède une porte de style Renaissance avec culot gothique et chrisme de remploi. Sur sa partie supérieure se tient une coquille de Saint Jacques de Compostelle avec Saint Pierre, le patron de la paroisse.
À l'intérieur deux bénitiers, l'un de style Renaissance, l'autre de remploi de la fin de l'époque romane ou du début de l'époque gothique, se situent de part et d'autre de la porte d'entrée. Ce dernier, assez curieux, est creusé dans une demi-sphère, garni d'un rang de boules souligné d'une fine torsade. La sculpture de la base est illisible en raison de sa détérioration.
Dans l'abside, au-dessous du maître-autel, se trouve la pierre funéraire de Marie-Jeanne de Sillègue, dame patronnesse d'Athos, décédée en 1686, à l'âge de 84 ans.

## Galerie

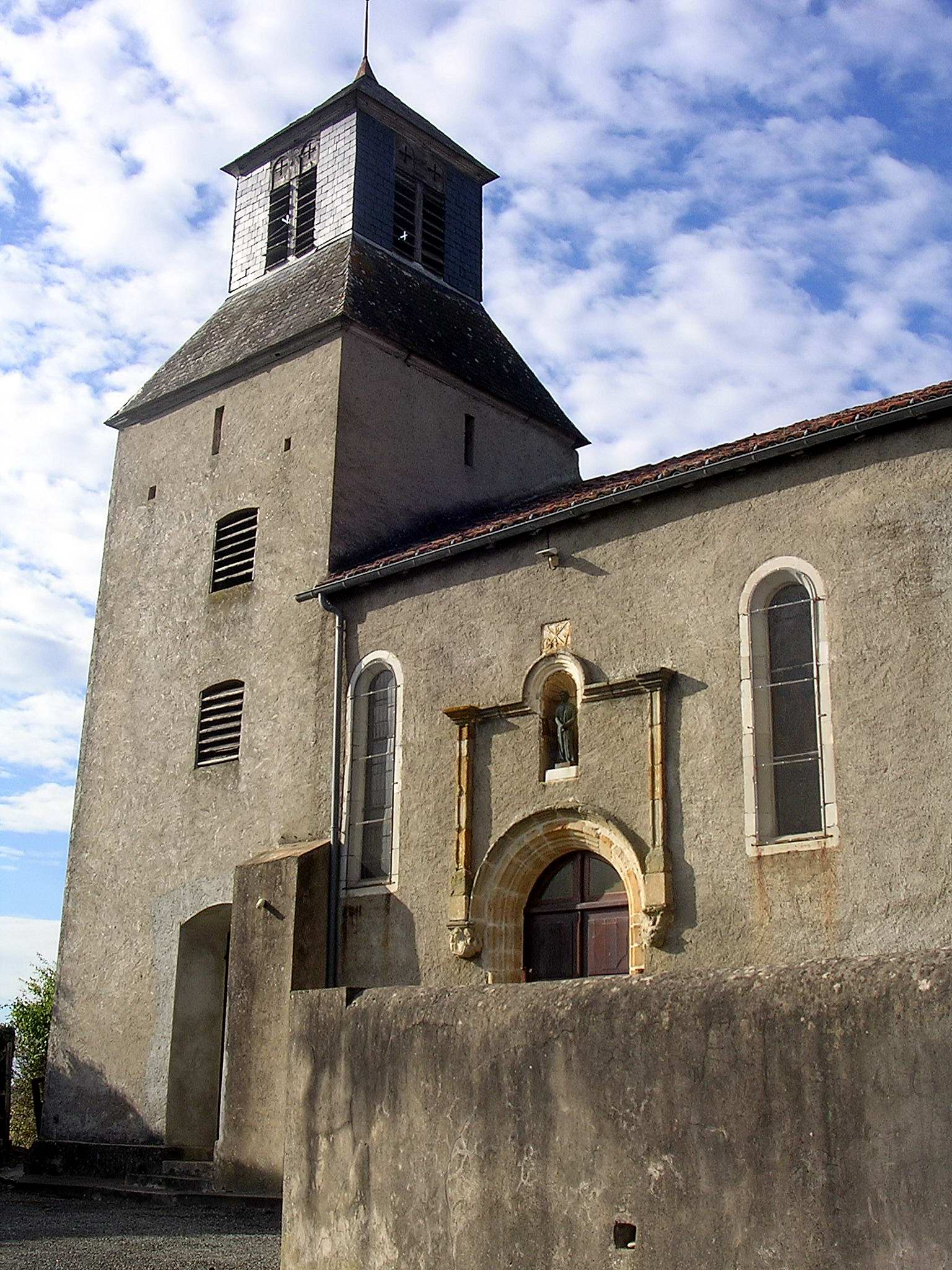
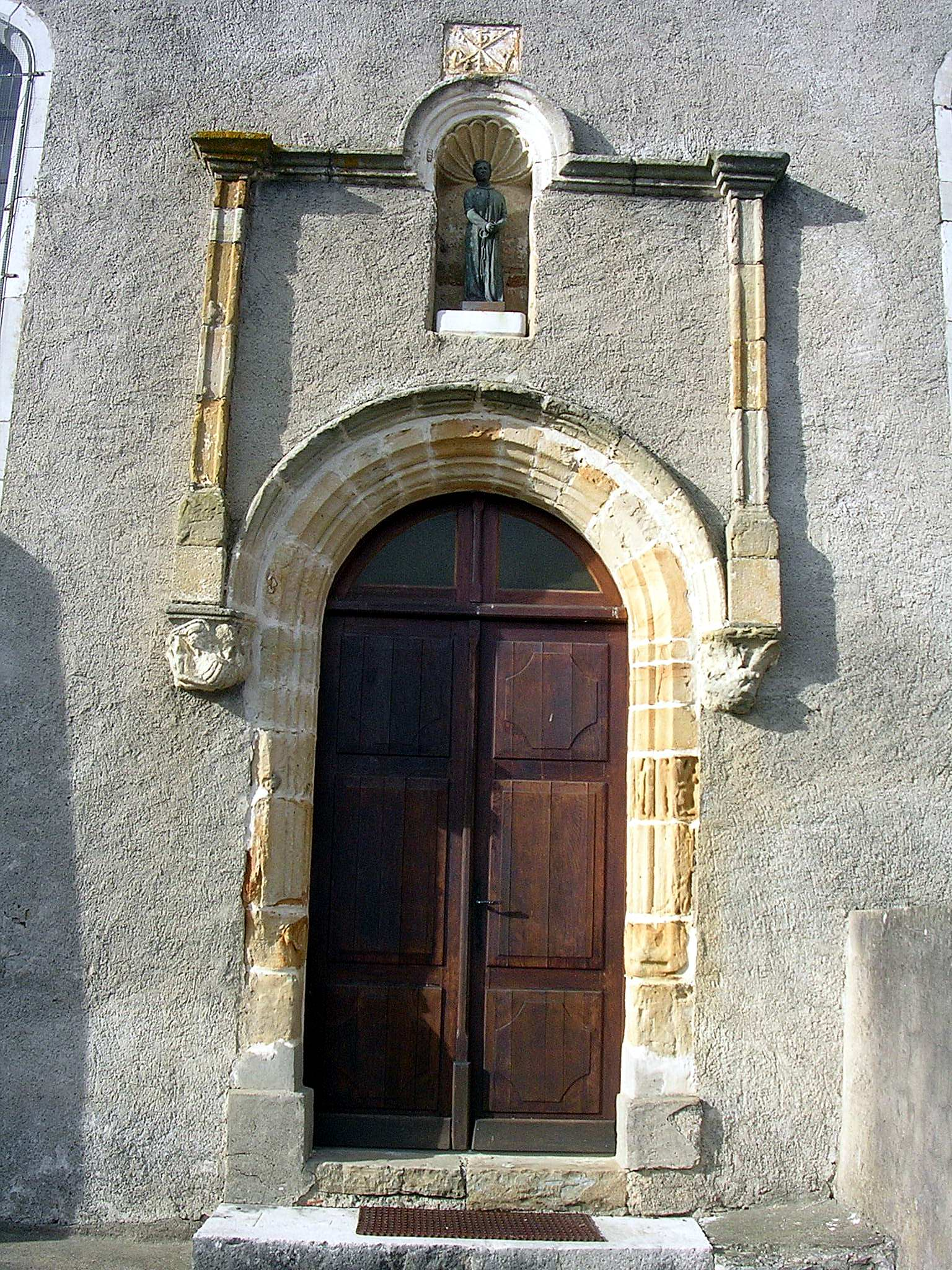